# Regulate
"Regulate" é uma canção dos rapper's estadunidenses Warren G e Nate Dogg. Lançado em 1994, a faixa aparece na trilha sonora do filme Above the Rim e mais tarde o álbum de Warren G Regulate...G Funk Era. A canção alcançou a segunda colocação na Billboard Hot 100, sétima posição na Billboard Hot R&B/Hip-Hop Songs e a primeira colocação na Billboard Hot Rap Songs.
O single usa samples dos singles "I Keep Forgettin' (Every Time You're Near)" de Michael McDonald, "Sign of the Times" de  Bob James e "Let Me Ride" de Dr. Dre. Um remix da canção se chama  "I Keep Forgettin' to Regulate".
O vídeo da música contou com cenas do filme Above the Rim, incluindo uma aparição do rapper Tupac Shakur.
A canção ficou na posição 98 na lista das 100 melhores canções de hip hop da VH1. e na posição 108 da lista das 200 melhores canções da década de 1990 pela Pitchfork Media.

## Sinopse
Warren G esta dirigindo sozinho pelas ruas de Long Beach, California observando as mulheres na rua. Ele encontra um grupo de homens jogando dados e tenta se juntar a eles, mas eles sacam suas armas e tentam roubá-lo. Pensando que está prestes a morrer, Warren canta "if I had wings I would fly" ("se eu tivesse asas eu voaria"), um crítico descreve este momento como o "gancho" da canção.
Enquanto isso, Nate Dogg está procurando Warren G. Ele passa em um carro cheio de mulheres. Ele encontra Warren G e atira nos bandidos para dispersá-los. Os dois amigos em seguida retornam para seu carro, e vão embora com as mulheres.
No terceiro verso, Warren e Nate explicam seu estilo musical G-funk dizendo: "constructs itself as inaugurating a new era" ("se constrói como inaugurando uma nova era").

## Lista de faixas
Regulate foi lançado em formato maxi single pela Interscope Records, e em também como CD, juntamente com outras três faixas.
1. "Regulate" - Warren G (Com Nate Dogg)
2. "Pain" - 2Pac (Com Stretch)
3. "Mi Monie Rite" - Lord G
4. "Loyal to the Game" - 2Pac (Com Treach e Riddler)

## Prêmios e indicações
1995 MTV Movie Awards
- Melhor videoclipe — "Regulate" de Warren G. Com Nate Dogg (Nomeado)

1995 Grammy Awards
- Melhor performance de Rap por dupla ou grupo - "Regulate" de Warren G. Com Nate Dogg (Nomeado)